# Carlos Becke
Carlos Becke (* 26. Juni 1994 in Hildesheim) ist ein ehemaliger deutscher Tennisspieler.

## Karriere
Carlos Becke spielte einige Matches auf der ITF Future Tour. Seinen einzigen Auftritt auf der ATP World Tour hatte er zusammen mit Philipp Kohlschreiber, mit dem er ein Doppelpaar bildete, beim Bet-at-home Cup Kitzbühel im Juli 2013. Dort wurde zum zweiten Mal nach 2012 in der Aktion Spiel deines Lebens unter über 6000 Amateurspielern acht ausgewählt, die um eine Wildcard für das Doppelfeld spielten. Becke verlor mit Kohlschreiber die Erstrundenpartie gegen Lucas Arnold Ker und Juan Mónaco mit 3:6 und 5:7.